# 盧日基 (中布達區)
52°07′42″N 33°52′46″E / 52.12833°N 33.87944°E
盧日基（烏克蘭語：Лужки），是位於烏克蘭東北部的舊村，曾由蘇梅州的中布達區負責管轄，並於2007年被註銷。該村處於斯維加河右岸，距離烏博羅克1公里，1988年該村落人口50。